# Goedam
Goedam (im Original 도시괴담 Dosi Goedam, zu Deutsch etwa ‚urbane Geistergeschichten‘) ist eine südkoreanische Horror-Anthologieserie aus dem Jahr 2020. Zentrales Thema der Serie sind urbane Legenden. Goedam bedeutet so viel wie Geister- oder Schauergeschichte. Die Serie wurde weltweit beim Streamingdienst Netflix am 20. August 2020 veröffentlicht.
Im April 2021 wurden die Dreharbeiten zur Fortsetzung abgeschlossen. Die zweite Staffel soll zehn Folgen umfassen.

## Handlung und Episodenliste
Die einzelnen Folgen haben jeweils eine abgeschlossene Handlung; sind also unabhängig voneinander. Allerdings gibt es in einzelnen Episoden Verweise auf andere Episoden. Es handelt sich um moderne Horrorgeschichten, die sich in einer Großstadt zutragen.
| Nr. | Deutscher Titel | Originaltitel          | Darsteller                                                                        |
| --- | --------------- | ---------------------- | --------------------------------------------------------------------------------- |
| 1 | Zwischenraum    | 틈 Teum                | Song Chae-yoon / Han Su-a                                                         |
| Seo-hee ist eine ausgezeichnete Schülerin. Während des Unterrichts über Wirtschaftsgeschichte scheint es ihr nicht gut zu gehen. Sie verlässt das Klassenzimmer und will sich auf der Toilette eine Zigarette anzünden. Doch plötzlich hört sie merkwürdige Geräusche. Als sie nachsieht, ist niemand da. Doch plötzlich öffnen sich die Türen, ohne dass sie jemanden sehen kann. Als sie unter der Wand zur Nachbartoilette sieht, sind dort auf einmal Haare. Plötzlich öffnet der Geist von Ji-ye, der Klassenbesten, die Tür zu ihrer Kabine und tötet sie. Am Anfang der Episode war zu sehen, dass beide Schülerinnen eine Ehrenurkunde erhalten haben: Ji-ye als Klassenbeste und Seo-hee als Zweitbeste. |                 |                        |                                                                                   |
| 2 | Zielort         | 목적지 Mokjeokji       | Jeong Yeon-gi / Ju Bo-bi / Kim Jin-hee                                            |
| Ein Taxifahrer ist nachts unterwegs und fährt an dem Straßenrand, um etwas zu schlafen. Plötzlich steigt gegen 3:30 Uhr eine Frau in das Auto. Der Fahrer ist verdutzt, da er quasi im Nirgendwo steht. Die Frau möchte zu einem Hotel in Ilsan. Dieses kann der Navi aber nicht finden. Die Frau kenne allerdings den Weg. Also fährt der Fahrer los. Irgendwann sagt die Frau, er solle nun rechts abbiegen. Allerdings gibt es gar keine Straße, um rechts abzubiegen. Die Frau wiederholt immer wieder, rechts abzubiegen. Als der Fahrer sich über den verrückten Gast aufregt, steht die Frau plötzlich auf der Straße vor ihrem Auto und er drückt auf die Bremse. Es zeigt sich, dass die Frau keine Augen hat. Der Mann dreht sich erschrocken um und kann die Frau nicht sehen. Dann taucht sie auf und reißt ihm seine Augen raus. Schließlich startet das Taxi wieder. |                 |                        |                                                                                   |
| 3 | Der Gast        | 합방 Hapbang           | Han Ga-rim                                                                        |
| Saerom ist Broadcast Jockey, das heißt, sie streamt aus ihrer Wohnung live und Zuschauer können ihr Geld senden. Sie ist gerade umgezogen und feiert mit ihren Zuschauern den Einzug. Plötzlich fällt hinter ihr der Teddy von einem Regal herab. Die Zuschauer kommentieren, dass sie es geplant habe und einen Trick hatte. Doch Saerom sagt, sie wisse nicht, warum er plötzlich runtergefallen sei. Plötzlich bewegt sich ein Buch auf dem Regal. Saerom reagiert nun verängstigt. Die Zuschauer raten ihr, das Haus zu verlassen. Sie sieht das ein und will den Stream beenden. Sie merkt jedoch nicht, dass er weiter läuft. Doch der Chat bricht ab. Als sie ihn aus ihrer Sicht beendet hat, spricht sie mit ihrer Freundin und redet darüber, wie die Zuschauer ihr alles abgekauft haben. Sie habe lange geprobt. Nun wolle sie nur noch das Vorschaubild für das Video machen. Doch der Fotofilter markiert plötzlich nicht nur ihr Gesicht, sondern auch andere Stellen im Raum. Plötzlich dreht sich ihr Kopf um. Ein Geist, der genauso aussieht wie Saerom, nimmt ihren Kopf und schlägt ihn mehrfach auf den Tisch. Sie stirbt und der Geist nimmt ihre Stelle ein und wiederholt die Begrüßungsworte, die Saerom anfangs sagte. |                 |                        |                                                                                   |
| 4 | Neugier         | 장난 Jangnan           | Seola / Lee Hyun-joo / Kim Hye-seon                                               |
| Minyeong sieht sich gerade mit ihrer Freundin Sehee ein Video an, in dem ein Monster einen Apartmentblock angreift. Sehee sagt, es sei nicht echt. Schließlich müssen beide zum Unterricht und wollen noch ihre Bücher holen. Sehee verstaucht sich beim Treppensteigen den Knöchel. Also geht Minyeong schonmal vor, um die Bücher zu holen. Als sie den Schrank ihrer Freundin öffnet, ist dort eine merkwürdige Puppe, durch die sich Minyeong erschreckt. Als sie mit den Büchern den Klassenraum verlässt, rekelt sich dort ein Geist, der Minyeong verfolgt. Sie rennt die Treppen runter, doch endlos läuft sie immer die gleichen Stufen entlang, ohne Voranzukommen. In der Abenddämmerung kann sie nicht mehr. Der Geist kommt näher. In der letzten Szene ist zu sehen, wie Sehee nach Minyeong sucht, während der Geist die Treppe hinuntersteigt. |                 |                        |                                                                                   |
| 5 | Rote Schuhe     | 맞춤 구두 Matchum Gudu | Lee Yeon-ju / Jeong Hanbit / Gang Seo-hui / Song Chae-yoon / Han Su-a / Kim Ye-ji |
| In einem Klassenchat wurde die Schülerin Jingyeong so sehr gemobbt, dass sie Selbstmord beging. Ihre Lehrerin sagt den Schülern, sie sollten sich nicht schuldig fühlen, nicht mit der Polizei reden, und den Chat verlassen. Doch Hyesu scheint bedrückt. In ihrer letzten Nachricht riet sie Jingyeong einfach zu sterben. Abends erhält die Lehrerin eine Nachricht von Hyesu, sie wolle mit ihr im Klassenraum über Jingyeong sprechen. Dort sagt die Lehrerin erneut, Hyesu müsse sich nicht schuldig fühlen. Doch sie bemerkt Blut. Es zeigt sich, dass der Geist von Jingyeong Hyesus Beine genommen hat. Doch diese passen ihr nicht. Deshalb will sie die Beine der Lehrerin. Zuletzt verlässt der Geist mit diesen das Klassenzimmer. |                 |                        |                                                                                   |
| 6 | Dimension       | 엘리베이터 Elevator    | Ryu Je-seung / Ha Su-jin / Hwang Seong-hyeon / Kim Pan-gyeom / Jang Won-hyeok     |
| Ein Schüler kam in einem Aufzug zu Tode. Auf den Überwachungsbildern ist nur er zu sehen, allerdings schien er sich mit jemandem unterhalten zu haben. Die Polizei findet heraus, dass sich der Schüler für interdimensionale Reisen interessierte. |                 |                        |                                                                                   |
| 7 | Türschwelle     | 문지방 Munjibang       | Kim Yeon-jun / Choi Su-jeong / Son I-hyeon                                        |
| 8 | Geburt          | 생일 Saengil           | Shim So-young / Son I-hyeon / Im Seo-eun / Jo Yeon-hui / Choi Mi-ryeong           |
| Am 20. August 2020 wurden alle Folgen der Serie bei Netflix veröffentlicht. |                 |                        |                                                                                   |

Überschneidungen bei den Handlungen
- Der Taxifahrer aus Episode 2 hört in den Nachrichten die Geschehnisse aus Episode 8.
- Die beiden Freundinnen aus Episode 4 betreten am Schluss von Episode 6 den Fahrstuhl.
- In Episode 5 sind die beiden Protagonistinnen von Episode 1 noch am Leben und im Klassenraum anwesend.

## Hintergrund
Die erste Folge basiert auf einer südkoreanischen urbanen Legende aus den 1990ern, dem sogenannten Kong-kong-kong-Geist (콩콩콩귀신 Kong-kong-kong-Gwisin). Die Legende handelt von zwei Schülerinnen. Eine hatte stets die besten Noten. Eine andere wurde somit immer auf den zweiten Platz verwiesen. Doch der Druck, der auf der zweitbesten Schülerin lag, war groß, ausgehend von Familie, Gesellschaft und ihr selbst. Eines Tages rief sie die beste Schülerin auf das Dach des Schulgebäudes. Sie wolle mit ihr reden. Doch stattdessen schubste sie die Schülerin vom Dach. Sie prallte mit dem Kopf zuerst auf den Boden auf. Der Fall wurde als Suizid geschlossen und die ehemals zweitbeste Schülerin stand fortan immer an erster Stelle bei den Noten. Doch die Schülerin begann irgendwann ein Geräusch zu hören: kong-kong-kong. Die Stimme war auf der Suche nach jemanden. Die Schülerin versteckte sich unter ihrem Tisch in der Hoffnung, dass sie nicht gesehen würde. Tatsächlich wurde die Tür zum Klassenraum geöffnet und wieder geschlossen. Die Schülerin war erleichtert bis plötzlich ein auf dem Kopf stehender Geist vor ihr auftauchte und sagte: „Hier bist du ja!“ Die Geschichte thematisiert den Druck, dem Schülerinnen ausgesetzt sind.
Episode 5 ähnelt den Geschichten vom „Geist ohne Beine“ (다리 없는 귀신) und von der „im Klassenraum allein gelassenen Schülerin“ (방과후 교실에 홀로 남아있는 여학생) sowie Hans Christian Andersens Märchen Die roten Schuhe.
Episode 8 basiert auf einem alten koreanischen Ritual namens Yeommae (염매/厭魅), bei dem Körper und Geist getrennt werden. Es gilt als dunkle Magie. Die maßgebliche Erwähnung für die Existenz der Praxis findet sich im Seongho Saseol von Yi Ik aus dem 18. Jahrhundert.

## Besetzung
Seola von der Girlgroup Cosmic Girls gibt ihr Schauspieldebüt in der Serie. Lee Hyun-joo war Mitglied der Gruppen April und Uni.T, widmet sich aber seit ihrem Ausstieg von April im Oktober 2016 der Schauspielerei. Song Chae-yoon begann ihre Karriere als Schauspielerin 2017 und spielte bereits in einigen Fernsehserien mit.

## Produktion
Produziert wurde die Serie ausführend von Zanybros; gegründet von Hong Won-ki und Kim Jun-hong. Es ist die erste Serie des Studios. Bekannt wurde die Produktionsgesellschaft durch ihre Musikvideos und Werbespots. Sie sind Partner zahlreicher K-Pop-Produzenten und drehten in den letzten zwei Jahren unter anderem Musikvideos für die Cosmic Girls, GFriend, Secret Number, SF9 und Weki Meki. Die Dreharbeiten fanden im Mai 2019 statt. Für den Vertrieb verantwortlich ist die Filmproduktionsgesellschaft Megabox Plus M. Netflix veröffentlichte die Serie weltweit.